# 宜宾两极虫
宜宾两极虫（学名：Myxidium yibinense）为两极科两极虫属的动物。在中国，分布于四川等，营寄生生活，寄生在墨头鱼的鳃、肾、肝、肠系膜、鳔、胆囊、眼。